# 宣化鎮總兵
宣化鎮總兵，為清朝綠營總兵官，正二品武官，是直隸提督所管轄的五個總兵官之一，駐紮在宣化府（今河北省張家口市），總兵力約8700人。在《大清會典則例》中記載其手下一共有多達36個營。

## 沿革
宣化鎮總兵所駐紮的地方，即是宣化府（今河北省張家口市）。宣化總兵最早的設置，可以追朔至明代九邊之一的宣府總兵官，清承明制，在順治和康熙初年，清朝也是以宣府總兵官加鎮朔將軍印的身分管理當地。到了康熙三十二年（1693年）宣府鎮改為宣化府。因此宣府總兵官也被改為宣化總兵官。最初的宣化總兵為許盛，其從康熙二十八年（1689年）底到康熙三十四年（1695年）底都是擔任宣府總兵官的職位。

## 編制
- 根據《大清會典則例》[4]

### 宣化鎮
正二品總兵官 1人 駐守宣化府
- 直屬三個營（本標中營、左營、右營）：軍官24人；士兵1998人

1. 中營：從三品游擊1人、正五品守備1人、正六品千總2人、正七品把總4人、兵666人
2. 左營：從三品游擊1人、正五品守備1人、正六品千總2人、正七品把總4人、兵665人
3. 右營：從三品游擊1人、正五品守備1人、正六品千總2人、正七品把總4人、兵667人

#### 「宣化城守營」
正四品都司1人 駐守宣化府（與總兵同城）
- 正六品千總1人、正七品把總4人、兵567人

#### 「張家口協」
從二品副將1人 駐守張家口 ，兼轄柴溝懐安萬全膳房堡新河洗馬林西陽河左衛城八營
- 直屬三個營（本標中營、左營、右營）：軍官13人；士兵1475人

1. 中營：正四品都司1人、正五品守備1人、正六品千總1人、正七品把總2人、兵482人
2. 左營：正五品守備1人、正六品千總1人、正七品把總2人、兵496人
3. 右營：正五品守備1人、正六品千總1人、正七品把總2人、兵497人

##### 柴溝營
正四品都司1人 駐守柴溝堡（今河北省張家口市懷安縣柴溝堡鎮）
- 正七品把總1人、兵200人

##### 懷安城營
正四品都司1人 駐守懷安城（今河北省張家口市懷安縣懷安城鎮）
- 正七品把總1人、兵130人

##### 萬全營
正五品守備1人 駐守萬全縣（今河北省張家口市萬全區）
- 正六品千總1人、兵146人

##### 膳房堡營
正五品守備1人 駐守膳房堡（今河北省張家口市萬全區膳房堡鄉）
- 正七品把總1人、兵175人

##### 新河堡營
正五品守備1人 駐守新河口（今河北省張家口市萬全區西北五十五里新河口鄉）
- 兵123人

##### 洗馬林營
正五品守備1人 駐守膳房堡（今河北省張家口市萬全區洗馬林鎮）
- 正七品把總1人、兵132人

##### 西陽河營
正五品守備1人 駐守西陽河堡（今河北省張家口市懷安縣西部）
- 兵150人

##### 左衛城營
正五品守備1人 駐守萬全左衛（今河北省張家口市懷安縣）
- 正七品把總1人、兵120人

#### 「獨石口協」
從二品副將1人 駐守獨石城（河北省張家口市赤城縣北獨石口） ，兼轄赤城滴水崖雲州鎮安龍門松樹堡鎮寧君子堡八營
- 直屬兩個營（本標左營、右營）：軍官8人；士兵594人

1. 左營：正四品都司1人、正六品千總1人、正七品把總2人、兵298人
2. 右營：正五品守備1人、正六品千總1人、正七品把總2人、兵296人

##### 赤城營
正四品都司1人 駐守赤城縣（今河北省張家口市赤城縣）
- 正七品把總1人、兵88人

##### 滴水崖營
正四品都司1人 駐守滴水崖（今河北省張家口市赤城縣後城鎮滴水崖村）
- 正六品千總2人、兵266人

##### 雲州營
正五品守備1人 駐守雲門堡（今河北省張家口市赤城縣北）
- 兵88人

##### 鎮安營
正五品守備1人 駐守鎮安堡（今河北省張家口市赤城縣東北鎮安堡村）
- 兵128人

##### 龍門所營
正五品守備1人 駐守龍門縣（即龍關縣）
- 兵137人

##### 松樹堡營
正六品千總1人 駐守松樹堡（今河北省張家口市赤城縣馬營鄉松樹堡村）
- 兵68人

##### 鎮寧堡營
正七品把總1人 駐守鎮寧堡（今河北省張家口市赤城縣鎮寧堡鄉）
- 兵84人

##### 君子堡營
正七品把總1人 駐守君子堡（今河北省張家口市赤城縣馬營鄉君子堡村）
- 兵50人

#### 「蔚州路營」
正三品參將1人 駐守蔚州（今蔚縣），兼轄西城東城二營
- 正五品守備1人、正七品把總3人、兵287人

##### 西城營
正四品都司1人 駐守西城（今河北省張家口市宣化區春光鄉西城村）
- 兵99人

##### 東城營
正五品守備1人 駐守東城（今河北省張家口市陽原縣東城鎮東城村）
- 兵99人

#### 「永寧路營」
正四品都司1人 駐守延慶州永寧城（今北京市延慶區永寧鎮），兼轄岔道周四溝四海冶三營
- 正五品守備1人、正六品千總1人、正七品把總2人、兵234人

##### 岔道營
正五品守備1人 駐守岔道城
- 正七品把總1人、兵120人

##### 四溝營
正五品守備1人 駐守周四溝堡（今北京市延慶區劉斌堡鄉週四溝村）
- 兵111人

##### 四海冶營
正五品守備1人 駐守四海冶營（今北京市延慶區境內）
- 兵104人

#### 「龍門路營」
正四品都司1人 駐守龍門縣（即龍關縣），兼轄葛峪一營
- 正六品千總1人、正七品把總2人、兵300人

##### 葛峪營
正五品守備1人 駐守葛峪堡（今河北省張家口市宣化區東望山鄉）
- 兵137人

#### 「懐來路營」
正四品都司1人 駐守新保安城（河北省張家口市懷來縣新保安鎮）
- 正五品守備1人（駐守懷來縣）、正七品把總4人、兵279人

#### 「長安營」
正四品都司1人 駐守長安嶺（河北省張家口市懷來縣東北四十五里）
- 正七品把總1人、兵100人